# Briganti (cognome)
Briganti è un cognome di lingua italiana.

## Varianti
Briga, Brigandi, Brigante, Brigantini, Brighenti, Cattabriga.

## Origine e diffusione
Cognome tipicamente panitaliano, è presente prevalentemente in Italia centro-meridionale.
Potrebbe derivare dal termine latino briga, "rissa", derivato dal verbo brigare, "litigare"; non sono da escludere incroci con i toponimi Briga e Briga Novarese, nei quali tuttavia briga deriva dal germanico e significa "altura". Semanticamente è affine al cognome Sciarra.
La variante Brighenti è piemontese e lombarda; Cattabriga è emiliano.

## Persone
- Gabriele Briganti, noto anche con lo pseudonimo di Gabbriello – bibliotecario italiano
- Giuliano Briganti (1918-1992) – storico dell'arte italiano
- Giuseppe Briganti Bellini (1826-1898) – politico italiano